# Gondrecourt-le-Château
 Gondrecourt-le-Château  là một xã thuộc tỉnh Meuse trong vùng Grand Est đông nam nước Pháp. Xã này nằm ở khu vực có độ cao trung bình 280 mét trên mực nước biển.
Ngày 1 tháng 1 năm 1973, các làng Luméville-en-Ornois và Touraille-sous-Bois đã được hợp nhất vào thị trấn.
```
(
Gondrecourt-le-Château
)
```